# HF Sinclair
HF Sinclair Corporation er et amerikansk olieselskab, der producerer og sælger produkter som benzin, diesel, flybrændstof, smøremidler og asfalt. Virksomheden er baseret i Dallas, Texas.
De har 7 olieraffinaderier med en samlet daglig kapacitet på 678.000.
Virksomheden blev etableret under navnet General Appliance Corporation i 1947 og skiftede navn til Holly Corporation i 1952.